# Perast
Perast (em montenegrino: Пераст) é uma cidade na região costeira do Montenegro, a poucos quilómetros a noroeste de Kotor, conhecida pela sua proximidade com as ilhotas de ilha de São Jorge (Ostrvo Sveti Đorđe) e Nossa Senhora das Rochas (Gospa od Škrpjela). A cidade e as ilhotas integram o sítio designado por Região Natural e Histórico-Cultural de Kotor na lista do Património Mundial da UNESCO.

## Descrição
Perast situa-se sob a colina de Santo Ilija (873 m), num cabo que separa a baía de Risano da de Kotor, e tem vista para o estreito de Verige, a parte mais estreita da baía de Kotor. A temperatura média anual em Perast é de 18,3 °C e o número de dias de sol é de 240 (ou cerca de 2 500 horas de sol por ano).
Perto de Perast existem duas ilhotas: uma chama-se Sveti Đorđe (São Jorge, ou Sveti Juraj) e a outra Gospa od Škrpjela (Nossa Senhora das Rochas), e cada uma com construções religiosas de elevado valor cultural e integradas na lista do Património Mundial da UNESCO. A Gospa od Škrpjela é particularmente interessante pelo facto de ser a única ilha construída artificialmente no Adriático, com uma área de 3.030 m2, inteiramente construída sobre uma rocha (Škrpjel) depois de dois marinheiros venezianos de Perast terem encontrado uma imagem da Virgem Maria nela em 1452.

## História
De acordo com as suposições dos arqueólogos, as primeiras povoações surgiram na zona de Perast no Neolítico. Existem também monumentos dos períodos ilírico, romano e cristão primitivo. A cidade foi fundada pelos ilírios, cujo nome deriva de uma das tribos locais, Pirusti.
As primeiras memórias de Perast remontam a 1336, altura em que no local existia uma pequena aldeia piscatória, que tinha um estaleiro naval, e havia sempre vários barcos comerciais e de pesca no porto. Mas como a estrategicamente importante ilha de Sveti Đorđe, que pertencia a Kotor, fica nas imediações, o desenvolvimento de Perast foi lento.
A prosperidade da cidade foi trazido pela criação da Albânia Veneziana, e foi de particular importância na zona fronteiriça por volta de 1482, depois dos otomanos tomarem a parte da costa de Herceg Novi a Risan. Quando uma pequena aldeia se tornou finalmente numa cidade, os seus habitantes investiram na sua defesa. Foram construídas a fortaleza de Santa Cruz e uma dúzia de torres defensivas. Depois das batalhas realizadas com sucesso, Perast começou a gozar de alguns dos privilégios políticos e económicos, em particular, tinha o direito de guardar a bandeira veneziana de São Marcos depois de 1654, ao repelir um cerco pelos turcos sob a liderança de Mehmed-beg Rizvanagić.
Pyotr Andreyevich Tolstoi viajou de Herceg Novi para Perast em 1698 e escreveu que na cidade de Perast vivem croatas. Registou também que não havia igrejas ortodoxas na cidade, embora existisse uma igreja grega numa aldeia não muito distante, e que na aldeia viviam sérvios de fé grega que eram militares semelhantes aos cossacos do Don. 
Perast também tinha livre comércio com a República de Veneza e recebeu o apoio das autoridades venezianas na luta implacável contra os piratas no Adriático. Por este facto, a cidade cresceu e enriqueceu rapidamente no século XVIII. Durante séculos, foram construídos 20 palácios em estilo barroco, 17 igrejas católicas e duas ortodoxas. Cmo uma das melhores escolas marítimas do Adriático se encontrava instalada na cidade, o czar Pedro I da Rússia chegou a enviar marinheiros promissores para treinar com o extraordinário capitão Marko Martinovic.

Quando Napoleão Bonaparte derrotou a República de Veneza em 1797, Perast foi fiel a Veneza durante vários meses, mas no final a cidade teve de baixar a bandeira de São Marcos. A partir desse momento, começou o declínio de Perast: juntamente com toda a área da Baía de Kotor, foi entregue à Áustria-Hungria e à Itália, e depois à França, e depois novamente sob o domínio do Império Austro-Húngaro, tendo sido incluída entre os derrotados da Primeira Guerra Mundial.
Em 1918, a cidade passou a fazer parte do Reino dos Sérvios, Croatas e Eslovenos, e em 1941 passou a fazer parte da província italiana de Cattaro (Kotor). Só em 1944 é que a cidade se tornou dependente da Jugoslávia e passou a ser uma das áreas administrativas da República Montenegrina. A partir de 2006, a cidade passou finalmente a fazer parte de um Montenegro independente.

## Demografia
Do total da população de Perast, 121 são homens, enquanto 148 são mulheres. De acordo com os censos de 2011, a cidade contava com um total de 269 habitantes, divididos por etnias:
| Nacionalidade (censo de 2011) | Número | %      |
| ----------------------------- | ------ | ------ |
| Montenegrinos                 | 128    | 47.58% |
| Sérvios                       | 94     | 34.94% |
| Croatas                       | 20     | 7.43%  |
| Outros                        | 27     | 10.5%  |
| Fonte: Monstat                |        |        |

## Personaliades
- Matija Zmajević, almirante da marinha russa
- Andrija Zmajević, poeta barroco, arcebispo de Antivari e teólogo
- Krsto Zmajević, capitão e comerciante
- Vicko Zmajević, arcebispo da arquidiocese de Zadar, na Croácia
- Vicko Bujović, comandante militar e capitão de Perast
- Tripo Kokolja, pintor
- Andrija Balović, sacerdote católico romano

## Galeria

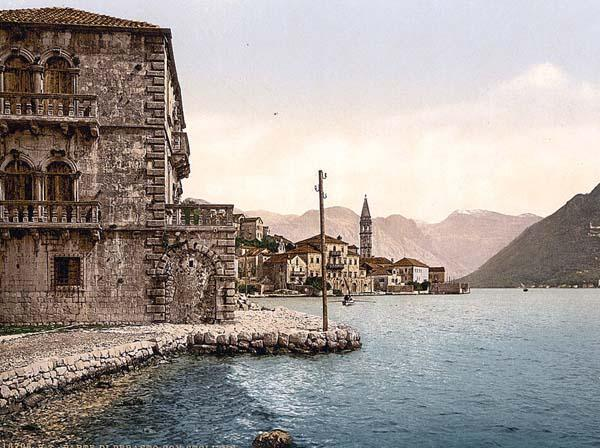
Postal de Perast em 1900.
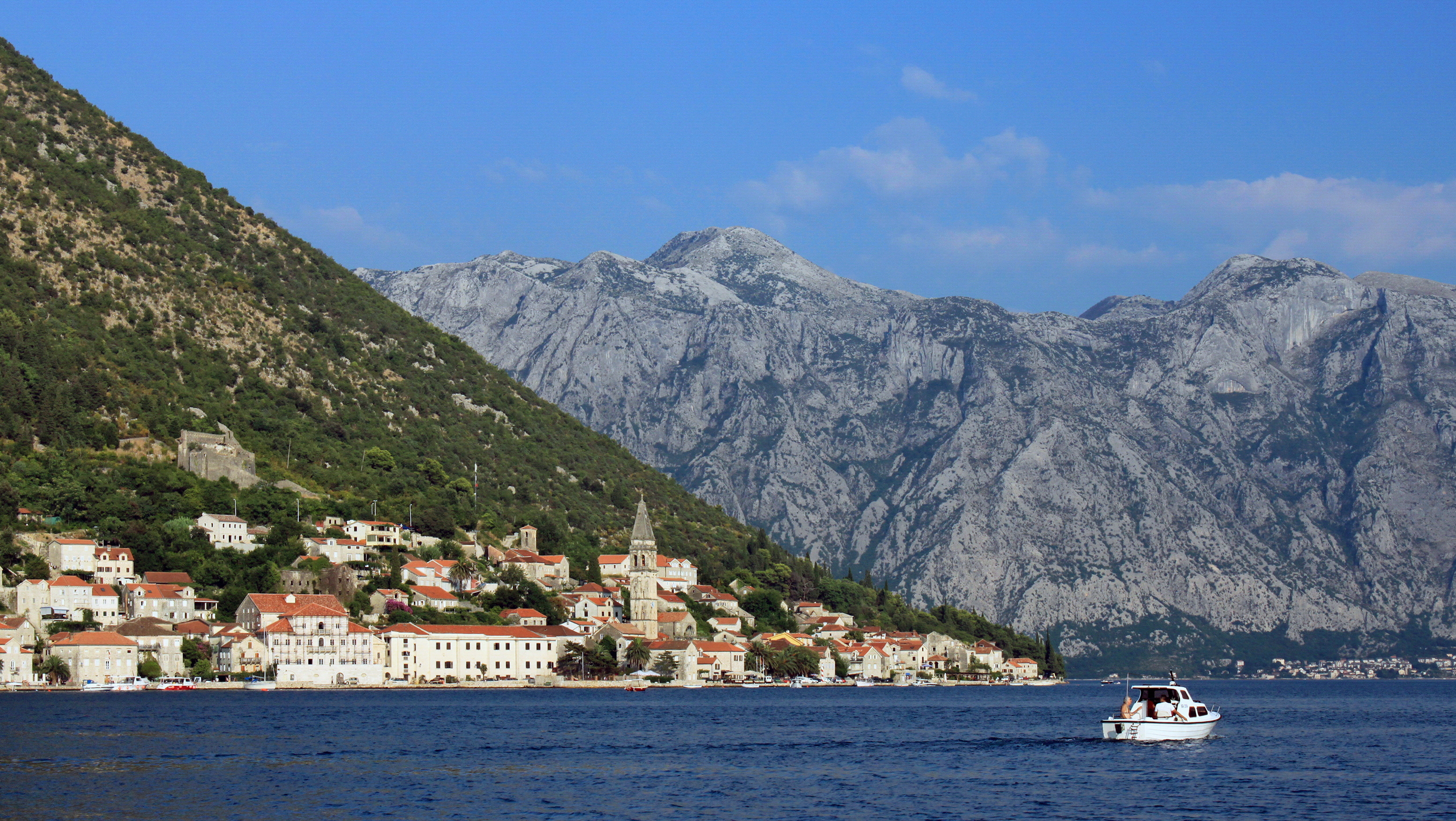
Vista da cidade a partir do mar
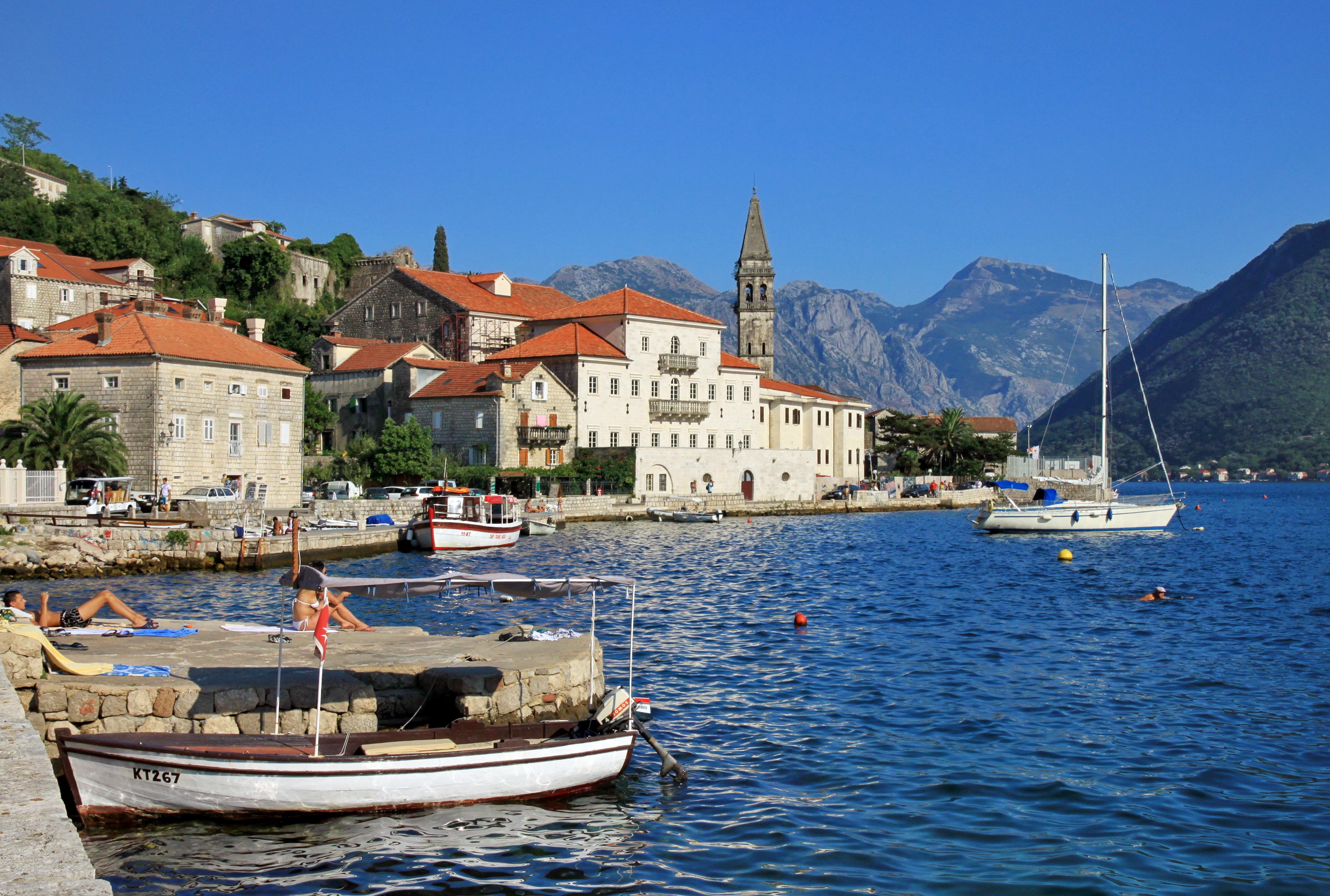
Vista da cidade a partir do oeste.
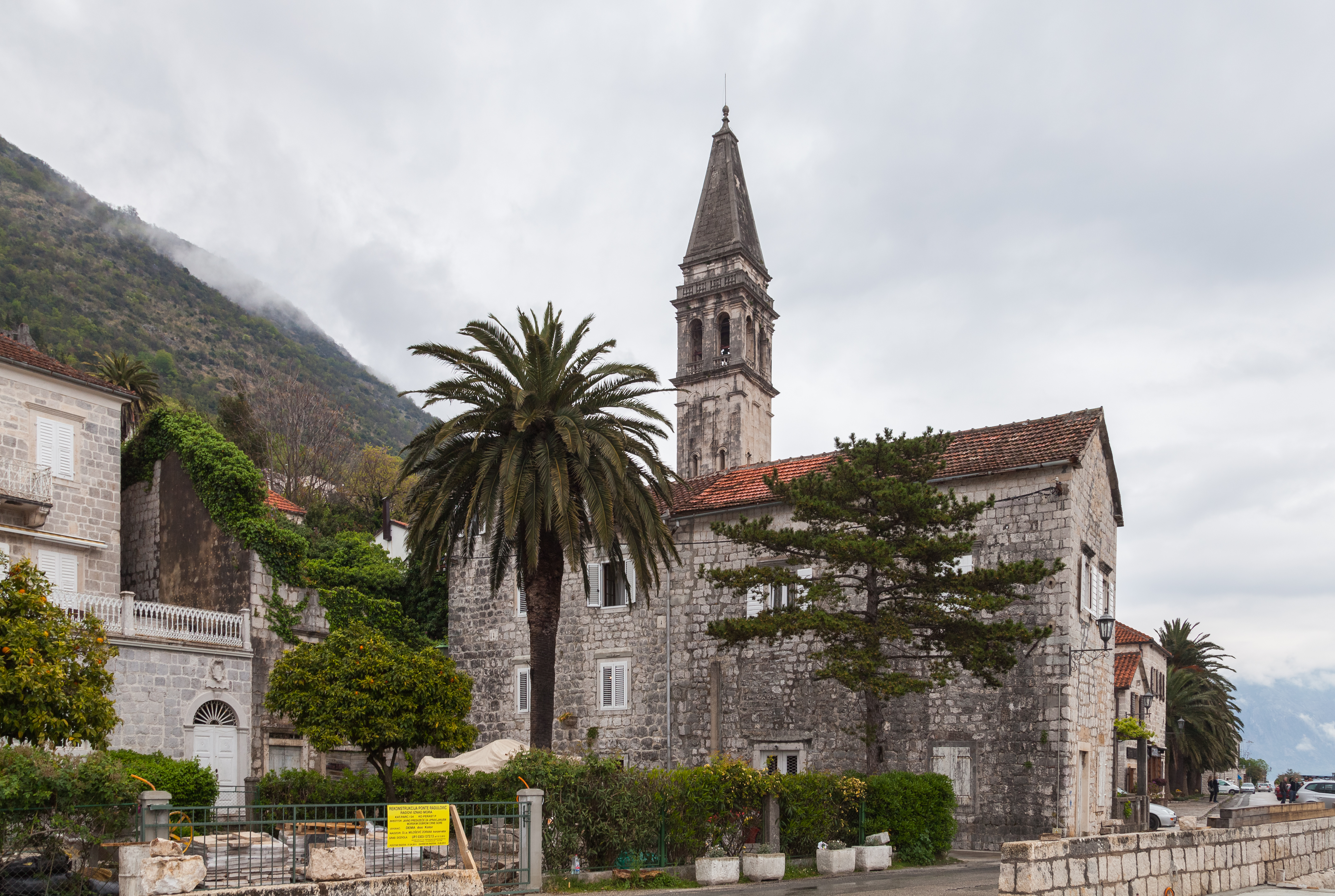
Igreja de São Nicolau em Perast.
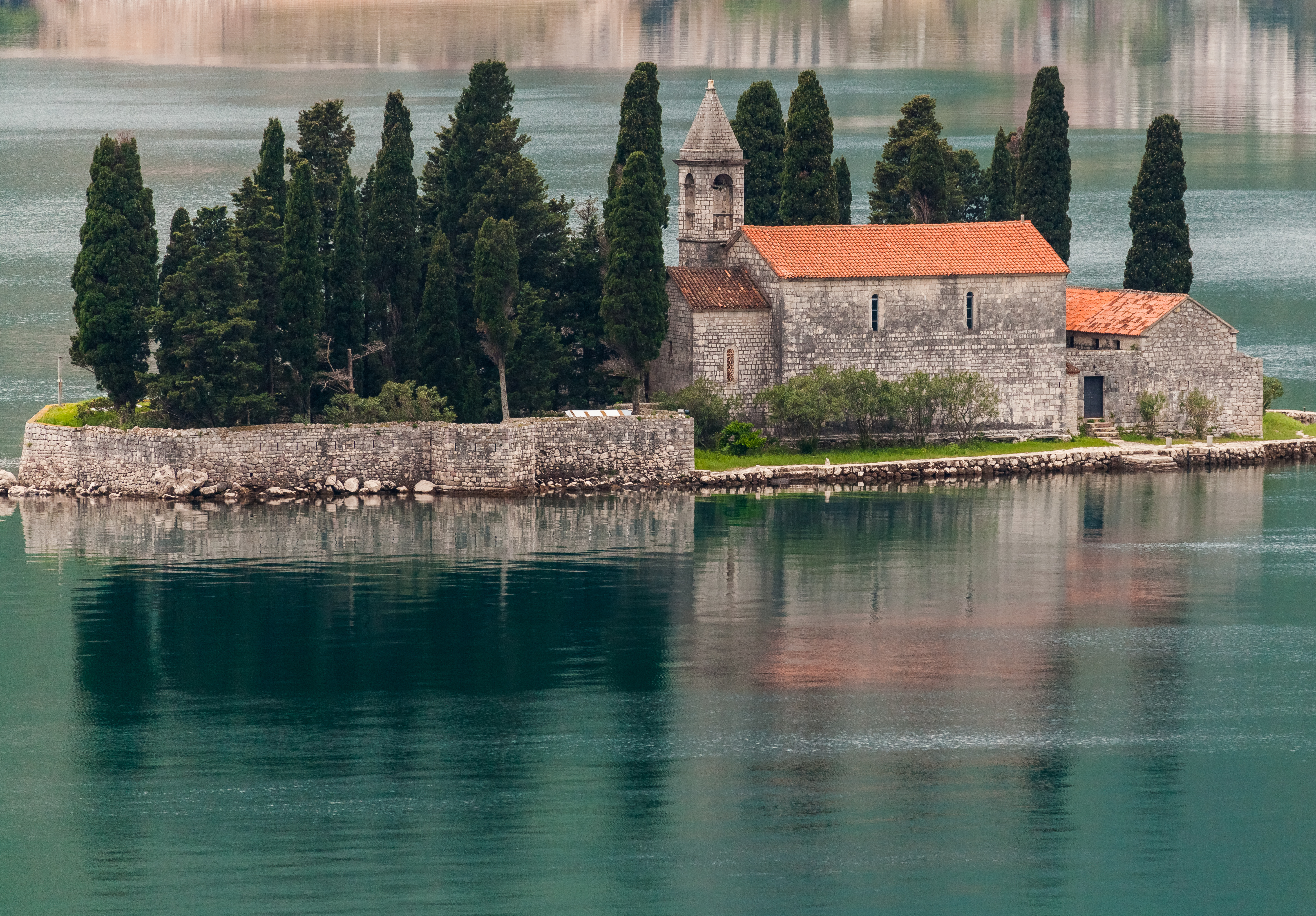
Ilha de São Jorge.
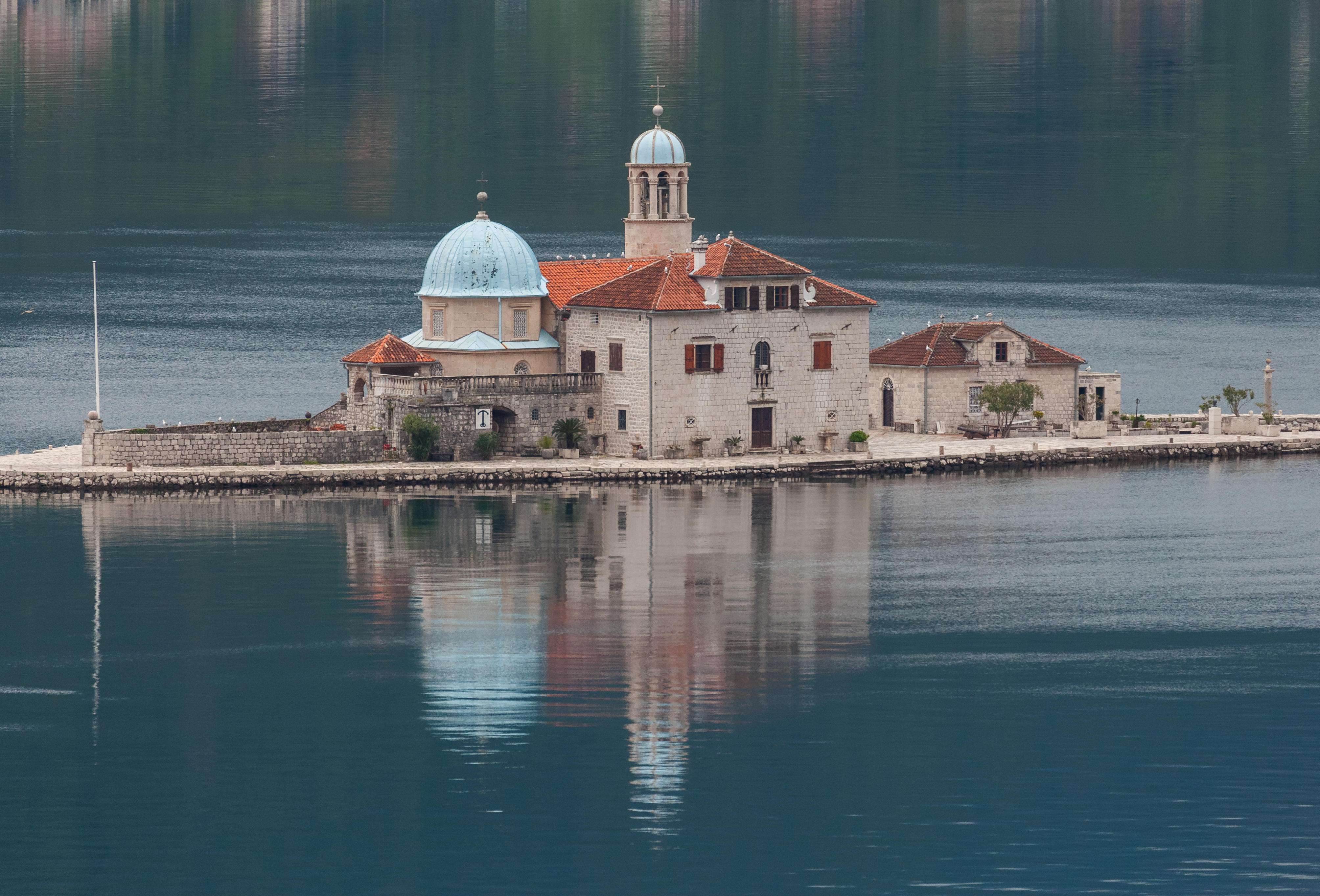
Antiga Perast: a ilha artificial Gospa od Škrpjela.
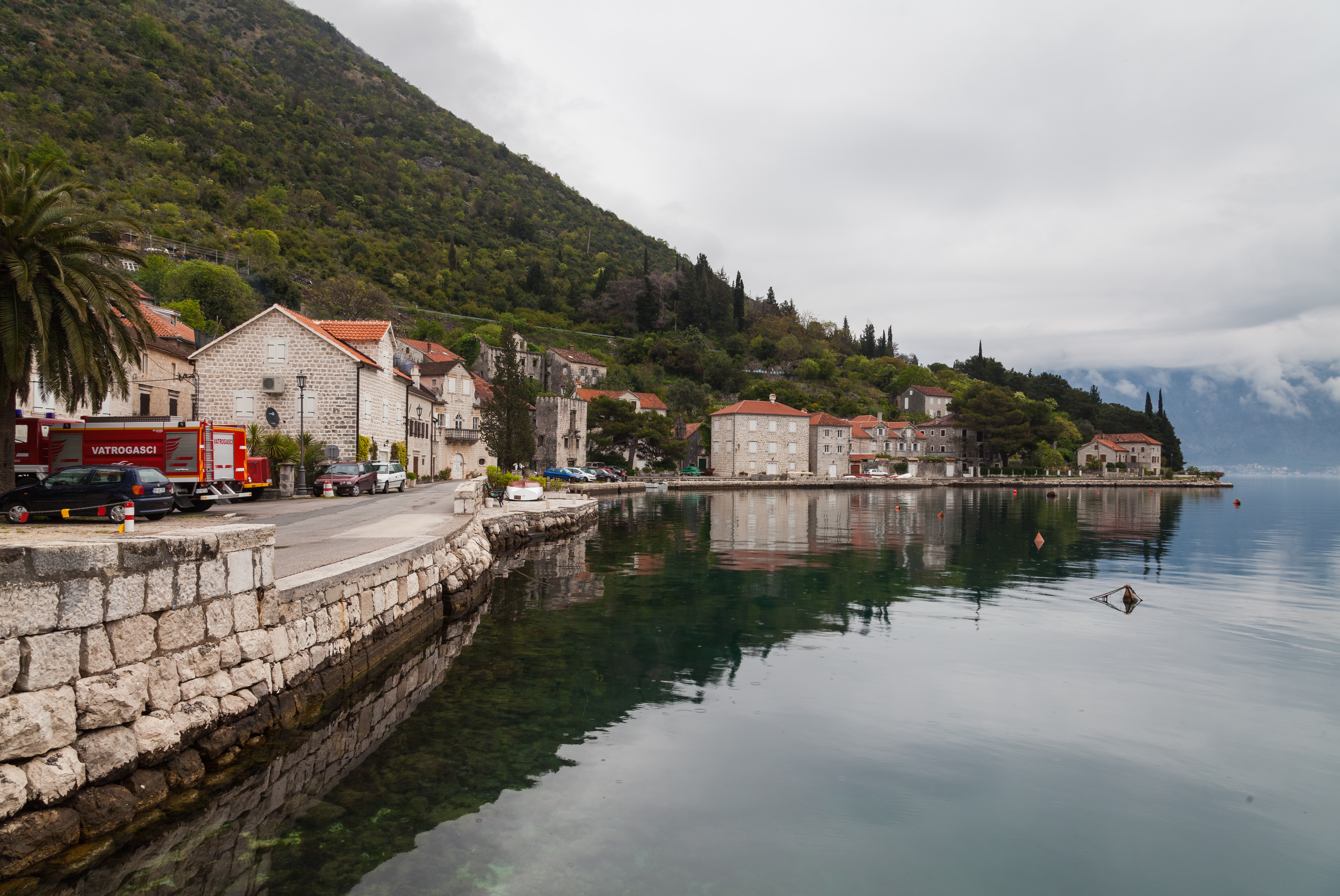
Costa de Perast.
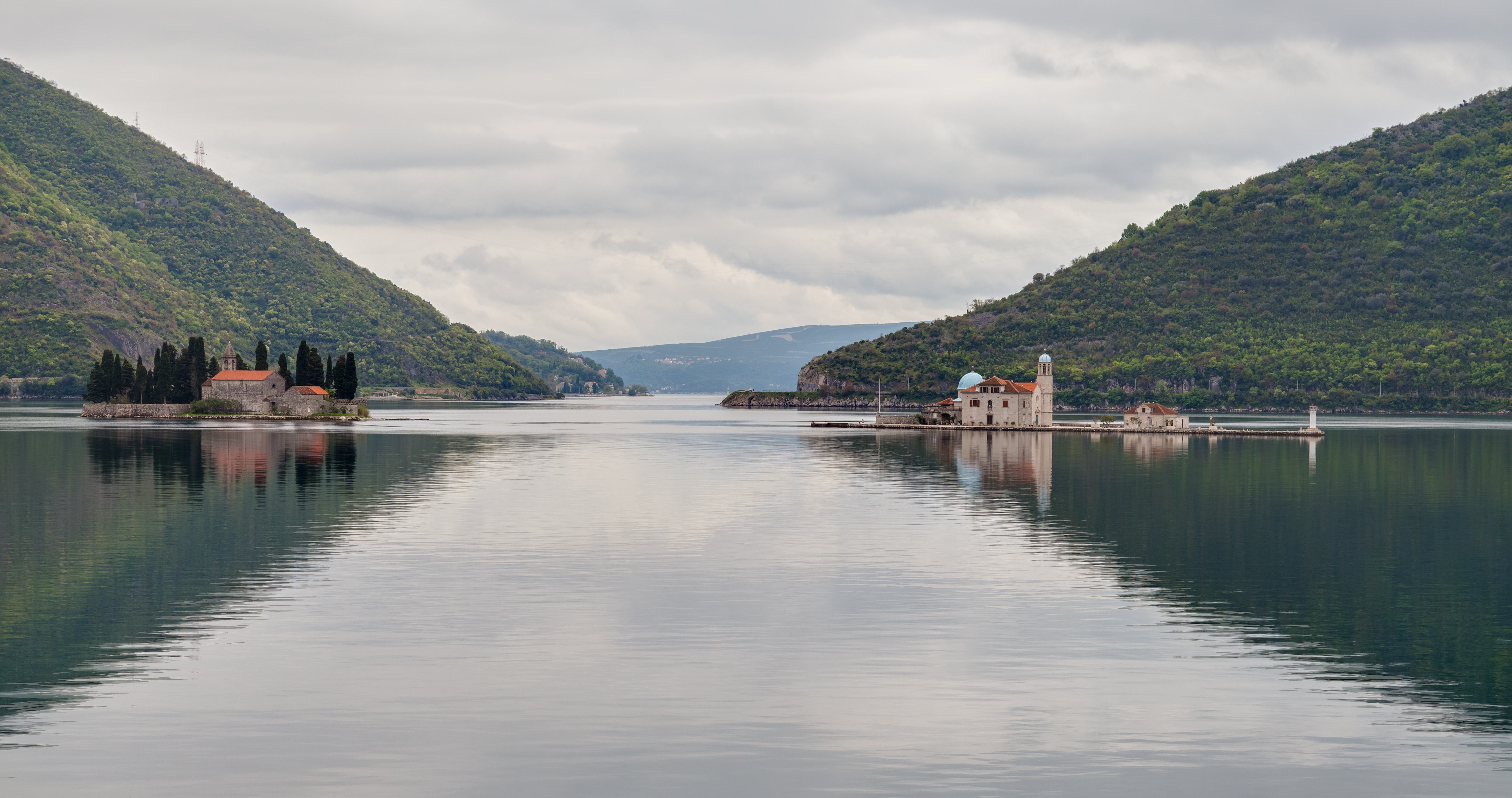
As duas ilhas ao largo de Perast.